# Kabupaten Tojo Una-Una
Kabupaten Tojo Una-Una är ett kabupaten i Indonesien.   Det ligger i provinsen Sulawesi Tengah, i den centrala delen av landet, 1 700 km öster om huvudstaden Jakarta. Antalet invånare är 137 810.